# Giải bóng đá vô địch quốc gia Palau
Giải bóng đá vô địch quốc gia Palau hay Palau Soccer League là hạng đấu cao nhất của giải bóng đá ở Palau, thành lập năm 2004 bởi Hiệp hội bóng đá Palau. Do thiếu thốn dụng cụ và cơ sở vật chất, tất cả các trận đấu đều diễn ra ở Sân vận động Track And Field Palau ngoài thị trấn Koror, trên đảo Koror.

## Đội vô địch
Đây là danh sách các đội vô địch ở các mùa giải trước:
| - 2004: Daewoo Ngatpang - 2005: Team Bangladesh - 2006: Surangel And Sons Company - 2006–07: Team Bangladesh (2) - 2008: Kramers | - 2009: Melekeok - 2010: Daewoo Ngatpang (2) - 2012 (mùa xuân): Team Bangladesh (3) - 2012 (mùa thu): Taj FC - 2014: Kramers' |

### Câu lạc bộ theo số danh hiệu
| Số danh hiệu | Đội bóng                  | Năm vô địch                    |
| ------------ | ------------------------- | ------------------------------ |
| 3            | Team Bangladesh           | 2005, 2006–07, 2012 (mùa xuân) |
| 2            | Daewoo Ngatpang           | 2004, 2010                     |
| 2            | Kramers                   | 2008, 2014                     |
| 1            | Melekeok                  | 2009                           |
| 1            | Surangel And Sons Company | 2006                           |
| 1            | Taj FC                    | 2012 (mùa thu)                 |

## Cầu thủ ghi nhiều bàn thắng nhất
| Mùa giải | Cầu thủ      | Quốc gia | Đội bóng                   | Số bàn thắng |
| 2004     | Tony Ililau  | Palau    | Palau Track and Field Team | 4            |
| 2006–07  | Tony Ililau  | Palau    | Palau Tiger Team           | 9            |
| 2012     | Malakai Bitu | Fiji     | Team Bangladesh            | 10           |

Nguồn năm 2004: 

Nguồn năm 2007: 

Nguồn năm 2012: 

Chú ý 1: Danh sách cầu thi ghi nhiều bàn thắng nhất năm 2007 không tìm thấy, kết quả vòng cuối cùng không rõ và có một trận chỉ ghi nhận là trận hòa.